# Rhanterium
Rhanterium là một chi thực vật có hoa trong họ Cúc (Asteraceae).

## Loài
Chi Rhanterium gồm các loài: